# Helmet Peak, Antarktis
Helmet Peak är en bergstopp i Antarktis. Den ligger i Sydshetlandsöarna. Argentina, Chile och Storbritannien gör anspråk på området. Toppen på Helmet Peak är 1 072 meter över havet, eller 14 meter över den omgivande terrängen. Bredden vid basen är 0,48 km.
Terrängen runt Helmet Peak är varierad. Havet är nära Helmet Peak åt sydost.  Trakten är glest befolkad. Närmaste befolkade plats är St. Kliment Ohridski Base, 16,5 kilometer väster om Helmet Peak. 